# Parafia św. Wawrzyńca w Lubotyniu
Parafia Świętego Wawrzyńca w Lubotyniu – rzymskokatolicka parafia położona w północnej części gminy Babiak. Administracyjnie należy do diecezji włocławskiej (dekanat sompoleński).  
Odpust parafialny odbywa się w święto Świętego Wawrzyńca diakona i męczennika – 10 sierpnia.

## Terytorium parafii
Belny, 
Bogusławice, 
Bogusławice-Nowiny, 
Brzezie, 
Góraj, 
Lubotyń, 
Marcinkowo, 
Marcjanki, 
Mchowo, 
Ośno Górne, 
Zakrzewo, 
Zakrzewo, 
Zaryń

## Proboszczowie parafii
- 1877 - 1908 - ks. Wincenty Bącalski
- 1908 - 1913 - ks. Józef Bącalski
- 1913 - 1916 - ks. Stanisław Pruski
- 1916 - 1920 - ks. Józef Kruszyński
- 1920 - 1933 - ks. Maksymilian Welman
- 1933 - 1941 - ks. Andrzej Mikołajczyk
- 1945 - 1961 - ks. Andrzej Mikołajczyk
- 1962 - 1968 - ks. Stefan Wilmowski
- 1957 - 1959 - wikary ks Tadeusz Korpusiński (Korpusik)
- 1968 - ks. Szczepan Ostajewski
- 1968 - XII.1976 - ks. Roman Mosurek
- 10.01.1977 - 27.06.2010 - ks. kanonik Ireneusz Bublicki
- 28.06.2010 - ks. Mirosław Łaciński